# Henri Lucien Joseph Buron
Pour les articles homonymes, voir Buron (homonymie).
Henri Lucien Joseph Buron  est un peintre et illustrateur français né le 5 août 1880 à Rouen, et, mort le 12 décembre 1969 dans le 18e arrondissement de Paris.

## Biographie
- Étudie d'abord à Rouen puis à Paris auprès de Fernand Cormon et Albert Lebourg, ses maîtres.
- Il n'appartient pas pour autant à l'École de Rouen. En 1909, il participe à la 38e exposition municipale des beaux-arts au musée de Rouen[2]. Il expose à la galerie Legrip à Rouen en 1920[3] et 1922[4].
- Membre de la Société des artistes français, il expose à partir de 1924 et reçoit une médaille d'or en 1935.
- A reçu d'autres nombreuses récompenses et prix y compris celle de l'Exposition universelle de 1937.
- Devient plus tard professeur à l'École régionale des beaux-arts de Rouen.
- Une collection permanente lui est dédiée au Musée de Honfleur (à confirmer).

Attention à ne pas confondre ses œuvres avec les tableaux très médiocrement imités de lui-même ou de Fernand Legout Gerard par un certain Henri Buron dont la signature est complètement différente et qui a inondé le marché.

## Œuvres
Au Musée des Beaux-Arts de Quimper :
- Paysage de Pont-Aven.